# ماري ديلي
ماري ديلي (بالإنجليزية: Mary Dailey)‏ هي لاعب كرة قاعدة أمريكية، ولدت في 5 ديسمبر 1928 في ليكسينغتون في الولايات المتحدة، وتوفي بنفس المكان في 5 ديسمبر 1965.